# Deutsche Botschaft Neu Delhi
Die Deutsche Botschaft Neu Delhi ist die diplomatische Vertretung Deutschlands in der Republik Indien. Seit November 2020 ist der deutsche Botschafter in Indien gleichzeitig im Königreich Bhutan akkreditiert.

## Lage und Gebäude
Die Botschaft befindet sich im Diplomatenviertel Chanakyapuri der indischen Hauptstadt Neu-Delhi. Die Vertretungen von Japan, Äthiopien und Kanada sind direkte Nachbarn. Die Straßenadresse lautet: No. 6/50G, Shanti Path, Chanakyapuri, Neu Delhi 110021.
Das Botschaftsviertel liegt im Südwesten der Stadt. Das 4 km nordöstlich der Botschaft gelegene Außenministerium ist in wenigen Minuten zu erreichen. Zum rund 8 km westlich gelegenen internationalen Flughafen (Indira Gandhi International Airport) dauert die Fahrt in der Regel rund eine Viertelstunde.
Die Deutsche Botschaft in Neu-Delhi entstand nach Entwürfen von Johannes Krahn von 1956 bis 1962 als erster Botschaftsneubau der Bundesrepublik Deutschland auf parkartigem Grundstück. Dies war eine Reaktion darauf, dass Indien nach dem Zweiten Weltkrieg zu den ersten Staaten zählte, welche die Bundesrepublik Deutschland diplomatisch anerkannt hatten. Die von Le Corbusier inspirierten Gebäude für Kanzlei und Botschafterresidenz stellen das Ensemble der Liegenschaft dar. Später kamen zahlreiche Anbauten hinzu. Von 2008 bis 2013 fand eine Generalsanierung nach denkmalpflegerischen Gesichtspunkten statt.
Die Baukosten betrugen 4,22 Millionen DM.
Als Kunst am Bau wurden anfangs folgende Werke eingebracht:
- Karl‐Heinz Krause: Fliegende Kraniche, Bronzerelief[4]
- Edith Müller-Ortloff: Landschaft mit Wasser, Batik
- Edith Müller‐Ortloff: Die völkerverbindende Macht der Musik, Knüpfteppich
- Heinz Diekmann: Der Sommer, Der Winter, Mosaiktische[4]

## Auftrag und Gliederung
Die Deutsche Botschaft Neu Delhi hat den Auftrag, die deutsch-indischen Beziehungen zu pflegen, die deutschen Interessen gegenüber der Regierung von Indien zu vertreten und die Bundesregierung über Entwicklungen in Indien zu unterrichten. Der Bedeutung des Gastlands entsprechend ist die Leiterstelle in der Besoldungsgruppe B 9 der Bundesbesoldungsordnung eingestuft.
Die Botschaft gliedert sich in das Politisches Referat, die Wirtschaftsabteilung, das Pressereferat, das Referat für Kultur und Bildung, den Militärattachéstab sowie das Rechts- und Konsularreferat. In der Wirtschaftsabteilung ist ein aus dem BMF entsandter Finanzreferent tätig, ferner Referenten für Wissenschaft, Soziales, Landwirtschaft und Umwelt.
Das Rechts- und Konsularreferat unterhält eine Pass- und eine Visastelle. Es bietet konsularische Dienstleistungen für im Land ansässige deutsche Staatsangehörige an. Die Visastelle des Referats stellt Visa für indische Staatsangehörige aus. Der konsularische Amtsbezirk umfasst die Bundesstaaten Haryana, Himachal Pradesh, Punjab, Rajasthan, Sikkim, Uttar Pradesh, Uttarakhand (früher Uttaranchal) sowie die Unionsterritorien Chandigarh, Delhi, Jammu und Kashmir, Ladakh, Andamanen und Nikobaren, Lakshadweep sowie Bhutan.
Generalkonsulate bestehen in Bangalore (Amtsbezirk: Bundesstaaten Kerala und Karnataka), Chennai (Amtsbezirk: Bundesstaat Tamil Nadu und das Unionsterritorium Pondicherry), Kalkutta (Amtsbezirk: Bundesstaaten Bihar, Jharkhand, Orissa, Arunachal Pradesh, Assam, Manipur, Meghalaya, Mizoram, Nagaland, Tripura und Westbengalen) und Mumbai (Amtsbezirk: Bundesstaaten Chhattisgarh, Goa, Gujarat, Madhya Pradesh, Maharashtra und das Unionsterritorium Dadra und Nagar Haveli und Daman und Diu).
In Panjim, Hyderabad und Trivandrum sind Honorarkonsuln der Bundesrepublik Deutschland bestellt und ansässig.
In der Regel können Rechtsreferendare an der Botschaft ihre Verwaltungs- oder Wahlstation absolvieren.

## Geschichte
Indien wurde am 15. August 1947 vom Vereinigten Königreich unabhängig. Die Bundesrepublik Deutschland eröffnete am 22. April 1952 ihre neu gebaute Botschaft in Neu Delhi.
Die DDR unterhielt ab 1956 eine offizielle Handelsmission in Neu-Delhi, die 1970 in ein Generalkonsulat umgewandelt wurde. Am 8. Oktober 1972 kam es zur Aufnahme diplomatischer Beziehungen mit Austausch von Botschaftern. Die Botschaft der DDR in Neu-Delhi wurde 1990 mit Beitritt der DDR zur Bundesrepublik Deutschland geschlossen.